# Karl Emil Franzos

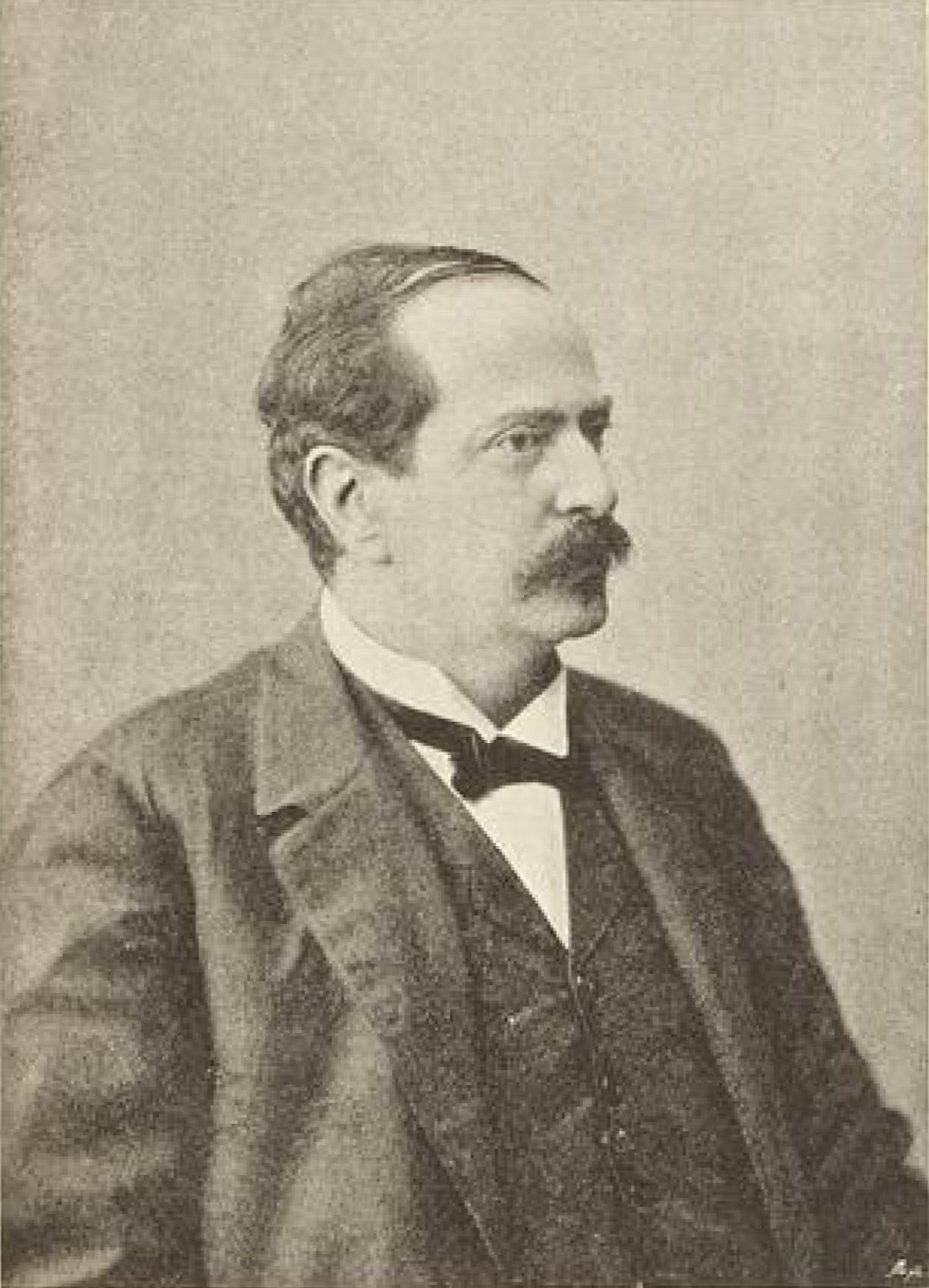
Karl Emil Franzos (1891)

Karl Emil Franzos (geboren 25. Oktober 1848 in Podolien, Russisches Kaiserreich, grenzüberschreitend zum Heimatort Czortków (heute Tschortkiw), Kaisertum Österreich; gestorben 28. Januar 1904 in Berlin) war ein zu seiner Zeit sehr populärer österreichischer Schriftsteller und Publizist. Seine Erzählungen und Romane reflektieren die Welt des osteuropäischen Judentums und die Spannungen, denen er als Deutscher und Jude ausgesetzt war.

## Leben
Die väterlichen Vorfahren waren Sepharden, die im 18. Jahrhundert über Lothringen noch unter dem Namen Levert nach Galizien kamen. Sie nahmen dort den Familiennamen Franzos an.
Karl Emil Franzos’ Eltern waren der Arzt Heinrich Franzos (1808–1858) und Karoline Franzos geb. Klarfeld aus Odessa. Der Vater, von den Ideen des deutschen Liberalismus stark beeinflusst, fühlte und bekannte sich als Deutscher. Als Bezirksarzt in Czortków während des Großpolnischen Aufstands von den Polen bedroht, sandte er seine Frau kurz vor der Entbindung über die Grenze zur Familie eines befreundeten Försters im russischen Gouvernement Podolien. Kurz nach der Entbindung kehrten Mutter und Sohn über die Grenze nach Czortków zurück. In vielen Büchern wird allerdings Czortkow als Geburtsort angegeben. Da Franzos selbst sehr detailliert über seine Geburt außerhalb Czortkóws schreibt, ist das wohl ein Fehler.
Karl Emil Franzos erhielt Privatunterricht von Heinrich Wild, einem Teilnehmer am Wiener Oktoberaufstand 1848, der zur Strafe ins Militär gesteckt wurde. Er besuchte später für drei Jahre die Klosterschule der Dominikaner in Czortków und erhielt außerdem privaten Unterricht in Hebräisch. Nach dem Tod des Vaters (1858) übersiedelte Karoline Franzos mit ihrer Familie nach Czernowitz, der Hauptstadt der Bukowina. Wie vom Vater testamentarisch verfügt, besuchte Franzos von 1859 bis 1867 das deutsche k.k. I. Staatsgymnasium Czernowitz. Unter der Leitung von Stephan Wolf genoss diese einzige deutsche Mittelschule im Osten hohes Ansehen. Für Franzos war sie der „Vorhof zum Paradies Deutschland“. Er blieb stets Klassenbester und begeisterte sich immer mehr für die deutsche Kultur. In Czernowitz erhielt er die stärksten Eindrücke seines Lebens. Der Einblick in die ethnische Vielschichtigkeit der Habsburgermonarchie fand seinen Niederschlag in den späteren Erzählungen und Romanen. In die Schulzeit fallen auch die ersten dichterischen Versuche. Franzos begann sich dem Beruf des Schriftstellers zuzuneigen.

„Das [Czernowitzer] Gymnasium blieb ihm zeitlebens ein Ideal deutscher Bildung und Toleranz. In den Ferien nutzte er die Gelegenheit, in die Welt des Ghettos der galizischen Ortschaften Einblick zu gewinnen, und so sehr ihn das Geheimnisvolle und poetisch Anmutende dieser nahezu archaischen Welt der Schtetl anzog, so irritierte ihn gleichermaßen die Unduldsamkeit des Chassidismus, der tiefreligiösen Bewegung des osteuropäischen Judentums. Trotz der mosaischen Religionszugehörigkeit seiner Familie, der auch er ein Leben lang selbstbewusst anhing, war er seit Kindheitstagen an dem ihn umgebenden Judentum der Czernowitzer Gemeinde nicht interessiert.“

### Studienjahre

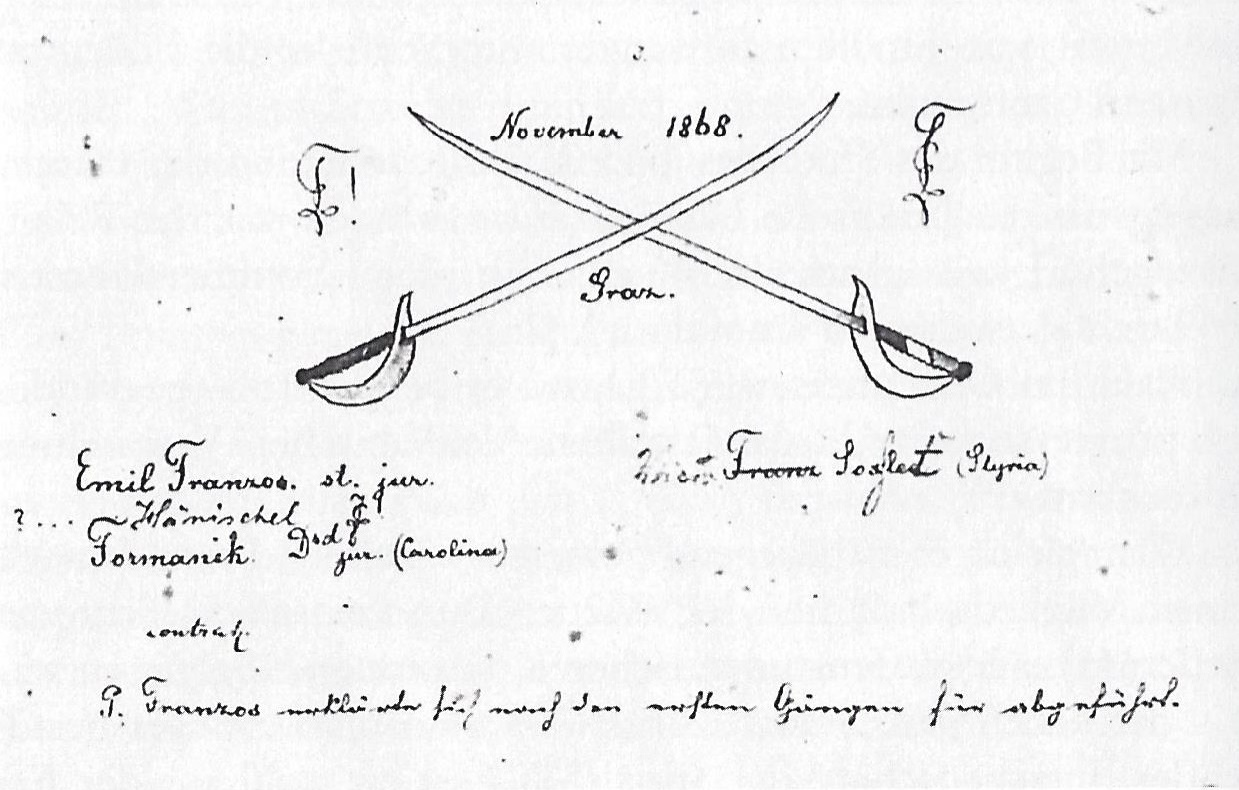
Säbelmensur Franzos vs. Soxhlet (1868)

Die Matura bestand er am 3. August 1867 mit Auszeichnung. Am Ende des Jahres reiste er nach Wien. Am 25. Jänner 1868 immatrikulierte er sich an der  Universität Wien für Rechtswissenschaft. Vorangegangen war der Versuch, ein Landesstipendium zum Studium der Klassischen Philologie zu erhalten. Das wurde ihm angeblich verweigert, weil er Jude war und den Wink, sich taufen zu lassen, nicht habe verstehen wollen. Kaum 19 Jahre alt, stand er völlig auf eigenen Füßen. Mit Unterricht und kleinen literarischen Arbeiten hatte er sein knappes Auskommen. Zu seinen Kommilitonen gehörten Hubert Janitschek, Alfred Klaar und Anton Schlossar. Mit dem älteren Karl Lueger saß er im Akademischen Leseverein. Am 22. April 1868 wurde er Fuchs der Wiener akademischen Burschenschaft Teutonia. Geburscht wurde er am 27. Mai 1868. Über 17 Jahre war er Mitglied der Burschenschaft. Bei der immer stärker werdenden Deutschnationalen Bewegung und ihrem Antisemitismus (bis 1945) wurde er 1885 mit neun Bundesbrüdern ausgeschlossen.
Aus unbekannten Gründen beendete Franzos das Studium in Wien im Sommersemester 1868.
Nachdem er die Semesterferien zu Hause in Czernowitz verbracht hatte, wechselte er zum Wintersemester 1868/69 an die Universität Graz – wohl in der Hoffnung auf ein leichteres Auskommen. Er wurde sogleich bei der Akademischen Verbindung „Orion“ aktiv. Er war im WS 1869/70 Propräses und im WS 1870/71 Präses des progressistisch eingestellten Bundes.
Dem Orion blieb er bis an sein Lebensende treu.
Als einzige große Prüfung absolvierte er am 29. Juli 1869 die rechtshistorische Staatsprüfung. Franzos trat mit Wilhelm Scherer, Julius Fröbel und Robert Hamerling in Kontakt. Er hielt Reden in Volksversammlungen der Deutsch-Nationalen, unterzeichnete den Aufruf an die deutschen Hochschulen vom 25. Juli 1870 und spielte eine hervorragende Rolle bei dem am 6. Oktober 1870 für die Witwen und Waisen der gefallenen deutschen Krieger veranstalteten Wohltätigkeitsveranstaltungen. Dass er am 5. Dezember 1870 einen deutsch-nationalen Kommers leitete, musste er durch eine Geldstrafe büßen, nachdem er bereits 1868 polizeiliche Schikanen erduldet hatte. Begeistert begrüßte er die Ausrufung des Deutschen Kaiserreiches. Er sprach sich für eine deutsche Einigung unter preußischer Führung mit Einschluss Österreichs aus. Er saß im Komitee des Siegesfestes vom 6. März 1871. Außergewöhnliche Wirkung hatten seine Reden und Deklamationen, zum Beispiel 1869 bei der Feier des 100. Geburtstages von Alexander von Humboldt in Czernowitz und bei der Gedenkfeier für Ernst Moritz Arndt in Graz. Graz ist die Stätte vieler seiner Erzählungen und der Schauplatz seiner einzigen Versnovelle Mein Franz. In Graz verfasste er für Tageszeitungen Satiren, Rezensionen, Erzählungen und Gedichte. Die zerbrochene Liebesbeziehung mit einer Christin aus Czernowitz wurde zum Anlass der Novelle Das Christusbild. Sie wurde in Westermanns Monatshefte aufgenommen und fand bei den Lesern sogleich Anklang. Franzos wurde zum Doktor der Rechte promoviert, erkannte jedoch bald, dass er sich zum Journalismus und der Schriftstellerei mehr hingezogen fühlte.

### Halb-Asien und jüdisches Alltagsleben
1872/73 schrieb Franzos für das Feuilleton des Pester Lloyd. Für die Neue Freie Presse berichtete er von der Eröffnung der Universität Straßburg im Reichsland Elsass-Lothringen, überzeugt, „daß der herrliche deutsche Geist, der eben zu den stolzesten Siegen geführt, von denen die Geschichte berichtet, sich im Frieden doppelt stolz und stark bewähren werde“. Im Mai 1872 aus Straßburg nach Graz zurückgekehrt, war er fest entschlossen, die Juristerei aufzugeben und sich dem Schreiben zu widmen. Die Gründung und Redaktion der Wochenschrift Die Laterne wurde zu einem finanziellen Fiasko; über sechs Ausgaben kam sie nicht hinaus. Reisen nach Venedig, Genua, Monaco, Florenz, Rom und Neapel gingen in seine Reisefeuilletons ein.
Da seine Reisebeiträge beliebt waren, schickte ihn die Neue Freie Presse von 1874 bis 1876 auf Reisen in den östlichen Teil der Habsburgermonarchie, die Länder der Ungarischen Krone und die Bukowina. So berichtete er über die Eröffnung der Universität Czernowitz. Auf dem Kommers am 5. Oktober 1875 wurde ein von Franzos stammendes Festlied gesungen. Die kulturhistorischen und ethnografischen Zeitungsberichte erschienen als Buch unter dem Titel Aus Halb-Asien. Immer wieder aktualisiert, waren mehrere Auflagen sehr erfolgreich.
1878 und 1888 erschienen weitere Sammlungen solcher Kulturbilder (Vom Don zur Donau, Aus der grossen Ebene). Über die „ethnographischen“ Schriften von Franzos schrieb Salomon Wininger

„Kein zweiter Dichter deutscher Sprache hat gleich Franzos die Poesie jenes halb oder ganz barbarischen Stoffgebietes mit solcher Schöpferkraft herausgehoben. Neben ihm verschwinden alle andern Darsteller des jüdischen Volkslebens.“

Die Juden wünschte Franzos sich mehr an die „deutsche Kultur“ angepasst, was ihm Angriffe jüdischer Zeitungen einbrachte. Er rechtfertigte sich damit, dass er als erster Jude die Juden realistisch und ohne jegliche Schönfärberei gezeichnet habe. In der Novellensammlung Die Juden von Barnow (1877), die jüdische Stetlgeschichten vereint, setzte Franzos seinem Heimatort Czortkow (dem fiktiven Barnow seiner Schriften) ein literarisches Denkmal. Diese Werke schufen die materielle Grundlage dafür, dass er sich mehr und mehr vom Tagesjournalismus abwenden und sich der Schriftstellerei im Hauptberuf widmen konnte.

### Ehe
Während des Sommerurlaubs 1876 in Gmunden lernte er Ottilie Benedikt kennen.
Als Tochter eines jüdischen Kaufmanns war sie verwandt mit dem Mitherausgeber der Neuen Freien Presse Moriz Benedikt und dem Schriftsteller Fritz Mauthner. Unter dem Namen „Fanny Ottmer“ hatte sie Texte veröffentlicht. Am 28. Januar 1877 heiratete sie Franzos im Wiener Stadttempel. Ihr Bruder war der Rechtsanwalt und Politiker Edmund Benedikt, der nachmalige Historiker Heinrich Benedikt ihr Neffe.

### Herausgeber in Wien

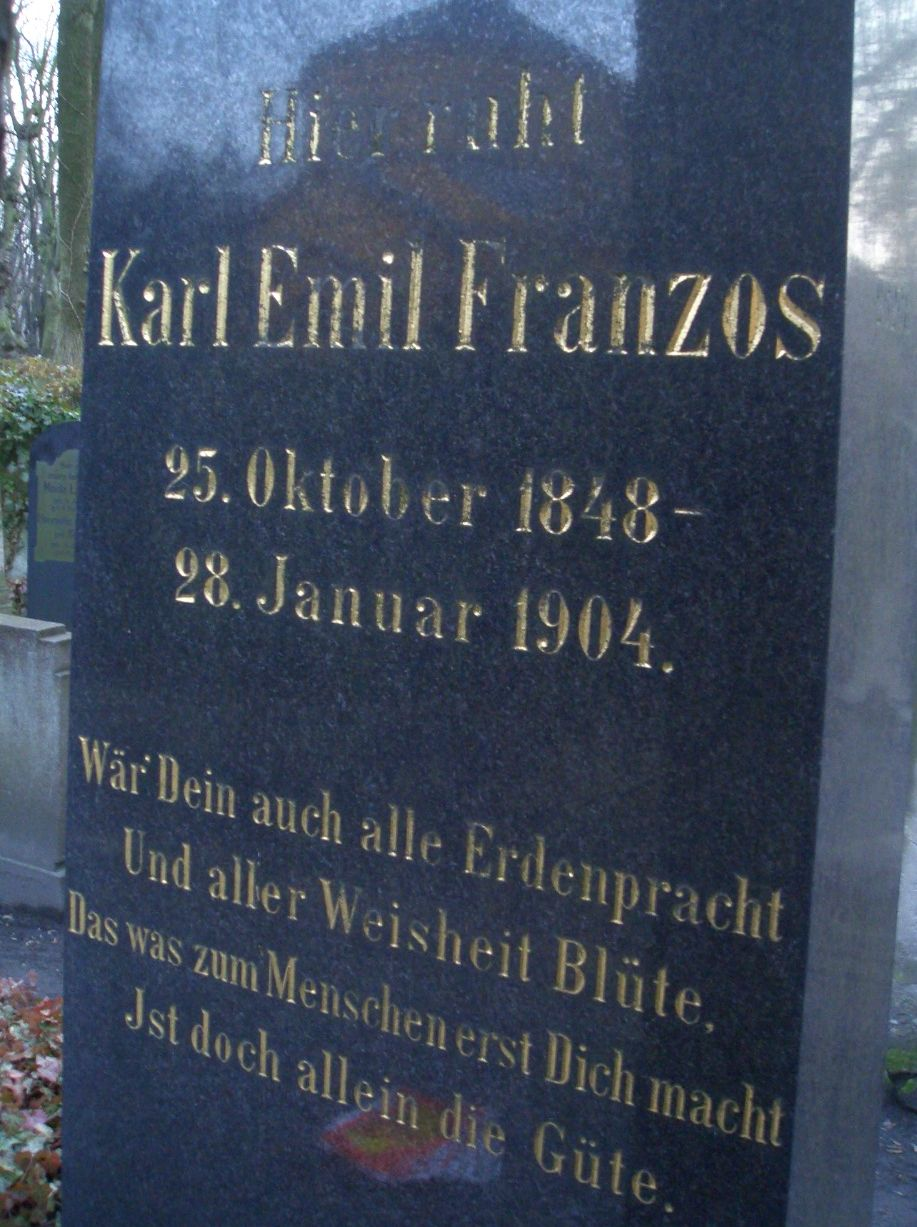
Grabstein in Weißensee

Neben seiner Tätigkeit als Schriftsteller war Franzos auch als Übersetzer, beispielsweise von Gogol und ukrainischen Volksliedern, und vor allem als Herausgeber tätig. Als herausragende Leistung gab Franzos 1879 die Werke von Georg Büchner, dem zunehmend vergessenen deutschen Dichter aus der Vormärzzeit, heraus. Neben den schon bekannten Theaterstücken Dantons Tod und Leonce und Lena enthielt diese Ausgabe auch den Woyzeck (damals noch Wozzeck), den Franzos aus dem Nachlass erstmals 1878 in der Zeitschrift Mehr Licht! veröffentlichte. Franzos’ Edition wird in der zeitgenössischen Philologie einerseits positiv bewertet, andererseits werden Bearbeitungsfehler und eine teilweise Zerstörung der Manuskripte Büchners durch Franzos kritisiert. Nach Kindlers Literaturlexikon ist Woyzeck die ursprüngliche Schreibweise. „Wozzeck“ ist auf einen Schreibfehler Franzos’ zurückzuführen, der in Alban Bergs Oper „Wozzeck“ übernommen wurde.
1884 wurde Franzos Redakteur der Neuen Illustrierten Zeitung in Wien und gründete 1886 die Zeitschrift Deutsche Dichtung (1886–1904), die er bis zu seinem Tod herausgab. In dieser literarischen Zeitschrift schrieben Conrad Ferdinand Meyer, Theodor Fontane und Theodor Storm. Franzos hatte es sich zudem zur Aufgabe gemacht, junge Talente zu fördern. Stefan Zweig veröffentlichte darin seine ersten Gedichte und Aphorismen. In seinen zehn Wiener Jahren gehörte Franzos zu den Freunden, Vertrauten und Beratern von Rudolf von Österreich-Ungarn. Er beriet ihn auch beim Kronprinzenwerk.

### Berlin
1887 ließ Franzos das Journalistendasein hinter sich. Mit seiner Frau zog er von Wien nach Berlin. Das Adressbuch verzeichnet ihn in der Kaiserin Augustastrasse 71 Pt. 5-6 als Schriftsteller und Herausgeber der „Deutschen Dichtung“. Er widmete sich nun ganz der Schriftstellerei und schrieb vor allem „konfliktgeladene Liebesgeschichten, die, im Spannungsfeld gravierender sozialer und nationaler Auseinandersetzungen angesiedelt, fast ausnahmslos tragisch enden“, die aber trotz einigen Anklangs beim lesenden Publikum literarisch nicht kanonisch wurden. Franzos begriff sich zeitlebens als „Tendenzschriftsteller, der durch seine Arbeiten einen ethischen Zweck verfolgt.“ Gleichzeitig engagierte er sich für seine jüdischen Glaubensgenossen in Russland, die unter zunehmendem Druck standen. 1891 trat er dem Zentralkomitee für die russischen Juden bei, das Geld für verfolgte Juden sammelte. Außerdem hielt er Vorträge zu diesem Themenkreis (Manuskripttitel: Russische Literatur und Kultur, Die Rechtslage der russischen Juden, Die Juden in Russland: Nach Zeugnissen christlicher Russen). 1895 initiierte (und finanzierte) Franzos die Gründung der Concordia Deutsche Verlagsgesellschaft. Franzos litt seit 1901 an Herzbeschwerden und starb mit 55 Jahren in Berlin. Beigesetzt wurde er auf dem Jüdischen Friedhof Berlin-Weißensee in einem Ehrengrab im Feld A 1.

## Zitate
- „Jedes Land hat die Juden, die es verdient.“[A 2]
- „Ich musste in der kleinen jüdischen Gemeinschaft ebenso meine Pflicht tun wie in der großen deutschen.“[11]
- „Die Notwendigkeit ist die einzige Gottheit, an die man glauben darf, ohne je zweifeln oder verzweifeln zu müssen.“[11]
- „Lasst uns endlich die Wahrheit begreifen, dass nur die Liebe selig macht, der Glaube aber blind.“[11]
- „Ich ziehe Schlüsse aus Tatsachen, die mir als Wahrheit feststehen, voll und ganz, ich fälsche keine Tatsachen, um Schlüsse daraus ziehen zu können.“[12]

## Werke
Erzählungen
- David der Bocher. Erzählung. 1870.
- Ein einzig Kind. Erzählung. 1873.
- Die Juden von Barnow. Novellen (Der Shylock von Barnow – Nach dem höheren Gesetz – Zwei Retter – Der wilde Starost und die schöne Jütta – Das Kind der Sühne – Esterka Regina – Baron Schmule – Das Christusbild – Ohne Inschrift). 1877.[A 3]
- Junge Liebe. Novellen. 4. Auflage. 1879.[A 4]
- Stille Geschichten. 2. Auflage. Bonz Verlag, Stuttgart 1905.
- Moschko von Parma. Drei Erzählungen (Moschko von Parma, Judith Trachtenberg, Leib Weihnachtskuchen und sein Kind). 2. Auflage. Ruetten & Loening Verlag, Berlin 1984.
- Mein Franz. Novellen in Versen. Verlag Breitkopf & Härtel, Leipzig 1883.
- Der Präsident. Erzählung. Trewendt, Breslau 1884. Digitalisat vom  Internet Archive
- Die Reise nach dem Schicksal. Erzählung. 3. Auflage. Cotta, Berlin 1909.
- Tragische Novellen. 2. Auflage. Cotta, Berlin 1895.
- Der Schatten. Erzählung. 2. Auflage. Cotta, Berlin 1895.
- Der Gott des alten Doktors. Erzählung. 2. Auflage. Cotta, Stuttgart 1905.
- Ein Opfer. Erzählung. Engelhorn Verlag, Stuttgart 1893 (Engelhorns Romanbibliothek. 10,8).
- Der Wahrheitssucher. Roman. 3. Auflage. Cotta, Berlin 1896 (2 Bände).
- Ungeschickte Leute. Geschichten. 3. Auflage. Cotta, Stuttgart 1894.
- Der kleine Martin. Erzählung. 3. Auflage. Cotta, Stuttgart 1910.
- Leib Weihnachtskuchen und sein Kind. Erzählung. Greifenverlag, Rudolstadt 1984. Digitalisat vom Internet Archive.
- Allerlei Geister. Erzählungen. 2. Auflage. Verlag Concordia, Berlin 1897.
- Mann und Weib. Novellen. 2. Auflage. Cotta, Stuttgart 1905.
- Neue Novellen. 2. Auflage. Cotta, Stuttgart 1905.[A 5]
- Der alte Damian und andere Geschichten. Cotta, Stuttgart 1905 (Cottasche Handbibliothek; 100).
- Der Hiob von Unterach und andere Geschichten. Cotta, Stuttgart 1913 (Cottasche Handbibliothek; 181).
- Der Stumme. In: Karl Emil Franzos. Galizische Erzählungen. Aufbau-Verlag, Berlin, 1980 (BB-Taschenbuch 449)

Reiseberichte
- Halb-Asien. Land und Leute des östlichen Europa. Cotta, Stuttgart 1897 ff.

1. Aus Halb-Asien. Culturbilder aus Galizien, Südrußland, der Bukowina und Rumänien. Band 1, 5. Auflage. 1914.[A 6]
2. Aus Halb-Asien. Culturbilder aus Galizien, Südrußland, der Bukowina und Rumänien. Band 2, 5. Auflage. 1914.
3. Vom Don zur Donau. Neue Culturbilder aus Halb-Asien. Band 1, 3. Auflage. 1912.
4. Vom Don zur Donau. Band 2, 3. Auflage. 1912.
5. Aus der großen Ebene. Neue Kulturbilder aus Halb-Asien. Band 1, 2. Auflage. 1897.
6. Aus der großen Ebene. Band 2, 2. Auflage. 1897.

- Deutsche Fahrten. Reise- und Kulturbilder.

1. Aus Anhalt und Thüringen. Aufbau-Taschenbuchverlag, Berlin 2000, ISBN 3-7466-6071-8.[A 7] Edition hohesufer.com, Hannover 2011, ISBN 978-3-941513-20-4.
2. Aus den Vogesen. Eine Elsaß-Reise im Jahr 1903. Edition hohesufer.com, Hannover 2010, ISBN 978-3-941513-12-9.

- Erfurt. Ein Reisebericht aus dem Jahre 1901 (Sonderdruck aus Aus Anhalt und Thüringen). Sutton Verlag, Erfurt 2008, ISBN 978-3-86680-321-3 (mit einem Vorwort von Steffen Raßloff).
- Im Schwarzatal. Ein Reisebericht aus dem Jahre 1901 (Sonderdruck aus Aus Anhalt und Thüringen). Sutton Verlag, Erfurt 2008, ISBN 978-3-86680-329-9 (mit einem Vorwort von Rolf-Peter Hermann Ose).
- Von Wien nach Czernowitz. „Aus Halb-Asien“. Mit einem Beitrag von Oskar Ansull. Edition hohesufer.com, Hannover 2014, ISBN 978-3-941513-35-8.

Romane
- Ein Kampf um’s Recht. Roman. 2 Bände. Schottlaender, Breslau 1882.
- Judith Trachtenberg. Erzählung. Concordia, Breslau/Berlin 1891.[13]
- Der Pojaz. Eine Geschichte aus dem Osten. Cotta, Stuttgart/Berlin 1905.[A 8] Digitalisat vom Internet Archive.
  - Neuauflage: Der Pojaz. Eine Geschichte aus dem Osten. Herausgegeben und mit einem Nachwort versehen von Petra Morsbach. Sankt Michaelsbund, München 2010, ISBN 978-3-939905-59-2.

Herausgeberschaft
- Deutsche Dichtung (1886–1904, 35 Bde.; Digitalisate sämtlicher Bände im Internet Archive).
- Die Geschichte des Erstlingswerkes. Selbstbiographische Aufsätze. Titze, Leipzig 1894.

### Werkausgabe
- Ausgewählte Werke. Der Pojaz. 7. Auflage. Rotbuch-Verlag, Hamburg 2005, ISBN 3-434-54526-3.
- Anna-Dorothea Ludewig (Hrsg.): Eine Auswahl aus seinen Werken. Olms, Hildesheim 2008, ISBN 978-3-487-13703-2.
- Oskar Ansull (Hrsg.): Namensstudien/Études de noms (1888/1897) zweispr. Ausgabe (dt.-franz.) Übersetzung von Ariane Lüthi. hohesufer.com, Hannover 2012, ISBN 978-3-941513-23-5 (Textvergleichende Ausgabe). – Franzos’ Studien über die Zwangsvergabe von Nachnamen an die jüdische Bevölkerung in Galizien Ende des 18. Jahrhunderts.

## Erinnerung
- Ihm zum Gedenken wurde am 30. April 2017 in Tschortkiw ein Denkmal errichtet.[14]